# Uusimaa do Leste
Uusimaa do Leste é uma antiga região da Finlândia localizada na província da Finlândia Meridional. Em dezembro de 2011 foi extinta e integrada na região de Uusimaa. A sua capital era a cidade de Porvoo.

## Municípios
A região da Uusimaa do Leste estava dividida em 10 municípios (nome em sueco e população em 31 de agosto de 2006 entre parênteses):
| Die Gemeinden von Ostuusimaa | 1. Askola (4.576) 2. Loviisa* (Lovisa) (7.416) 3. Myrskylä (Mörskom) (2.047) 4. Porvoo* (Borgå) (47.407) 5. Pukkila (2.011) 6. Sipoo (Sibbo) (18.971) |

Nota:* Municípios com status de cidade.